# Comunidades de El Arca
El Arca (en francés: L'Arche) es una organización internacional dedicada a la creación y crecimiento de hogares, programas y redes de apoyo con personas con discapacidades intelectuales. Fue fundado en 1964 cuando Jean Vanier, hijo del gobernador general canadiense Georges Vanier y Pauline Vanier, dio la bienvenida a dos hombres con discapacidades en su casa en la ciudad de Trosly-Breuil, Francia . Hoy en día, es una organización internacional que opera 147 comunidades en 35 países y en los cinco continentes.
A nivel mundial, L'Arche está organizada en agrupaciones regionales y nacionales de agencias independientes, operadas localmente, a las que llama "comunidades". Cada comunidad de L'Arche normalmente comprende una serie de hogares y, en muchos casos, apartamentos y programas diurnos también.

## Historia
En 1964, a través de su amistad con el padre Thomas Philippe, un sacerdote católico de la Orden de Predicadores, Vanier se dio cuenta de la difícil situación de miles de personas institucionalizadas con discapacidades del desarrollo. Vanier se sintió guiado por Dios para invitar a dos hombres, Raphael Simi y Philippe Seux, a abandonar las instituciones donde residían y compartir sus vidas con él en una casa en Trosly-Breuil, Francia. Llamó a su casa "L'Arche", que traducido del francés sería "El Arca", como en el Arca de Noé  Una colección de material audiovisual de L'Arche Trosly-Breuil está disponible en la St. Michael's College de la Universidad de Toronto.
La primera comunidad en Canadá, L'Arche Daybreak, fue fundada en 1969 en Richmond Hill, Ontario , cerca de Toronto. Sue Mosteller, que vivió con la comunidad Daybreak durante 40 años, actuó como la primera coordinadora internacional de L'Arche después de Jean Vanier. El sacerdote holandés y escritor espiritual Henri Nouwen también vivió con la comunidad de Daybreak durante varios años hasta su muerte en 1996. Escribió sobre sus experiencias con Jean Vanier, L'Arche y la comunidad Daybreak en sus libros the Road to Daybreak: A Spiritual Journey y Adam: God's Beloved.  Los archivos institucionales y comunitarios de la comunidad Daybreak se encuentran en el St. Michael's College, Toronto. 
La primera comunidad en el Reino Unido se fundó en 1973 en Barfrestone, Kent, a través de los esfuerzos de la hermana de Jean Vanier, Thérèse Vanier. L'Arche Kent se ha convertido en una comunidad de tres casas tradicionales de L'Arche, un proyecto de jardinería llamado "The Glebe" y apartamentos de vivienda con apoyo para doce personas con discapacidad.
Aunque las comunidades de L'Arche se encuentran en muchas culturas diferentes y reflejan la composición étnica y religiosa de los lugares en los que existen, comparten una filosofía y enfoque común. Las personas con discapacidades del desarrollo y aquellos que los asisten viven y trabajan juntos para crear hogares. La Carta de L'Arche dice: "En un mundo dividido, L'Arche quiere ser un signo de esperanza. Sus comunidades, fundadas en relaciones de pacto entre personas de diferente capacidad intelectual, origen social, religión y cultura, buscan ser signos de unidad, fidelidad y reconciliación".  La carta describe los objetivos, los principios y la identidad de L'Arche.
Todas las comunidades de la Federación Internacional de L'Arche están comprometidas a vivir estos principios. En marzo de 2008, los consejos internacionales de L'Arche y otra organización para discapacitados fundada por Vanier, "Faith and Light", se reunieron por primera vez en una reunión conjunta en Lviv, Ucrania. El consejo internacional de L'Arche estuvo representado por 30 personas de 14 países, y el consejo internacional de Fe y Luz estuvo representado por 19 personas de 17 países, incluidos Francia, Bélgica, Suiza, Gran Bretaña, Irlanda, India, Canadá, Estados Unidos, República Dominicana, Honduras, Brasil, Uganda, Nueva Zelanda, Filipinas e Italia.
El 22 de febrero de 2020 el periódico La Croix publicó el resultado de una investigación promovida por los dirigentes de L'Arche que, en un contexto de comportamientos sexuales inapropiados, implicaba a su fundador Jean Vanier.